# Мадулари (Мадулари-Беика)
Мадулари (рум. Mădulari) насеље је у Румунији у округу Валча у општини Мадулари-Беика. Oпштина се налази на надморској висини од 305 m.

## Становништво
Према подацима из 2002. године у насељу је живело 741 становника, од којих су сви румунске националности.